# Envig

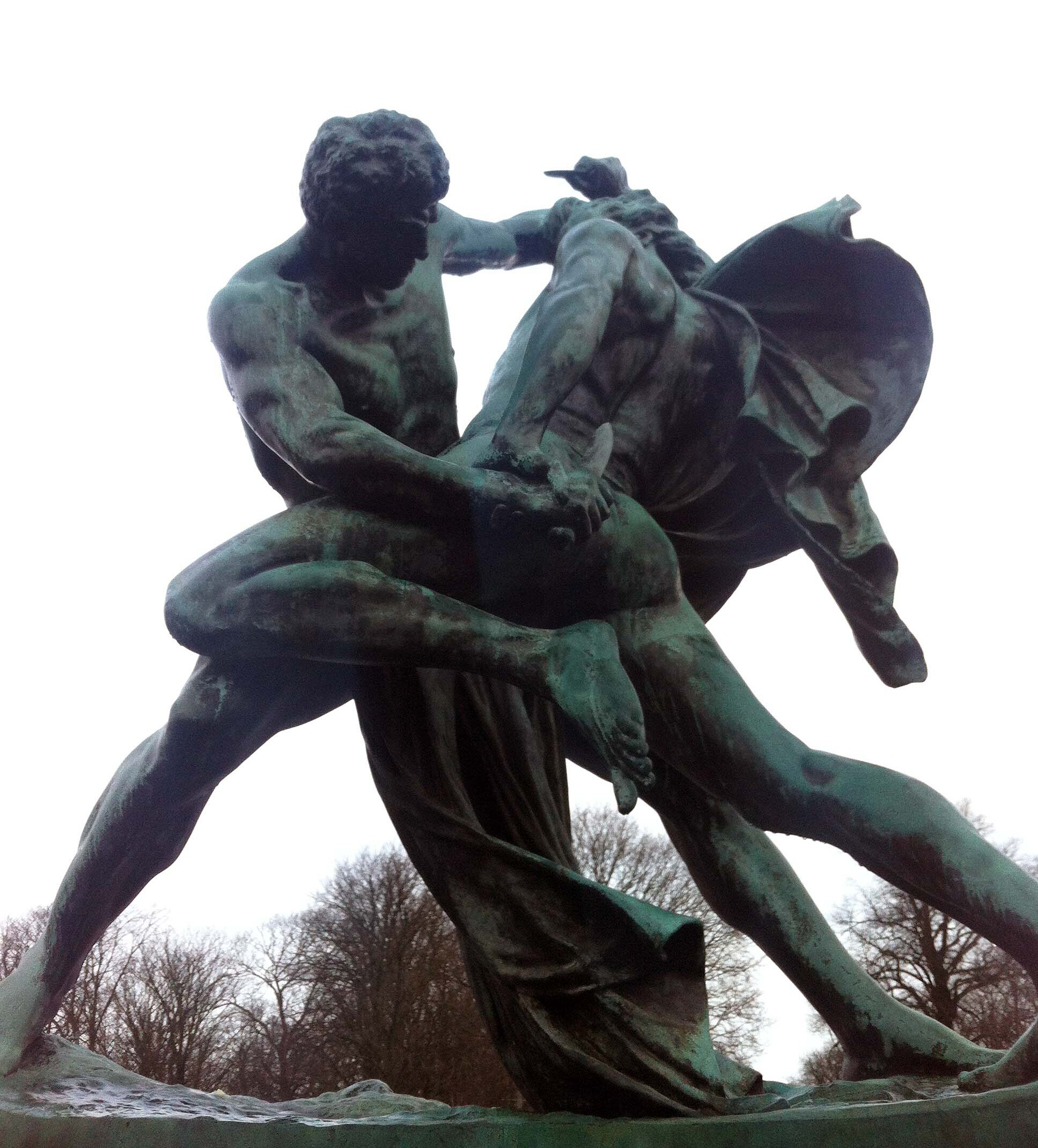
Statyn Bältespännarna i Göteborg föreställer ett envig med kniv mellan två män sammanbundna med ett bälte.

Envig eller envige (äldre fornsvenska: envighe, fornvästnordiska: einvígi) är en typ av rättslig organiserad tvekamp som avser att avgöra rättstvister genom att tilldela rätten i rättsprocessen till segraren. Typen var vanlig i äldre tid och utkämpades vanligtvis med vapen. Idag är envig likt tvekamp förbjudet i större delen av världen.
I Sverige finns envig föreskriven i ärekränknings- och  förtalsmål i den så kallade hednalagen, ett senvikingatida svenskt lagfragment (föregående äldre västgötalagen från 1200-talet) som citeras i Olaus Petris Svenska krönika 1607. Följande medeltida nordiska lagar har inte längre envigen kvar, möjligen upphävd redan på slutet av 1100-talet efter påtryckningar från påven Alexander III (1159–1181). Sedvänjan levde ändå kvar som enskilda dueller in i modern tid. I Sverige var dueller tillåtna fram till 1662, då de lagförbjöds. Förbudet upprepades i nya förordningar 1682 och 1738.
De som utkämpade envig kallades bland annat envigeskämpe (även stavat envigskämpe).

## Historik

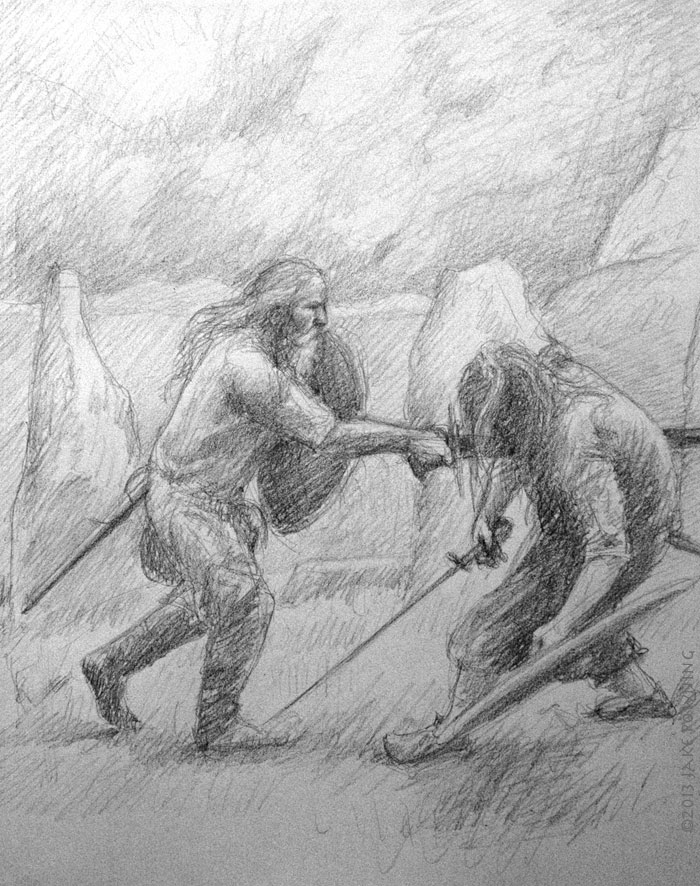
Modern pennskiss av ett vikingatida envige eller holmgång.

I den isländska sagolitteraturen omnämns envig under beteckningen holmgång. Holmgång var en vikingatida tvekamp på liv och död som utkämpades efter bestämda regler på en liten holme, eller noga avgränsad yta, i syfte att lösa tvister eller andra oförrätter. Beträffande tvekampen vittnar Egils saga, att enligt lag och gammal sedvänja envar hade rätt att utmana sin motpart till holmgång, oavsett om han var kärande eller svarande i saken.
Nyare filologiska och rättshistoriska forskningar förefaller ge vid handen, att det till Upplandslagens Þingmalæ balk kapitel 14 fogade tillägget av hednalagen: "thöm gamblu laghum sum i hedhnum tima brukadhus" etc, utgör ett fragment av en urgammal lag, antagligen hörande till den förlorade äldre redaktionen av äldre västgötalagen. Är detta antagande riktigt, har vi för Sveriges del ett formligt lagstadgande om tvekamp från denna tid. Även efter kristendomens införande fortsattes till en början rättslig tvekamp i Sverige, att döma av bland andra dokument ett brev från påven Alexander III (1159–1181) till biskoparna i Sverige, i vilket gudsdomar och "duellum", förbjöds.

## Former
Regler för envig ingick i bland annat de äldre sydgermanska lagarna. Parterna utfäste sig att på en viss dag, ibland 40 nätter efter anmaningen, genomföra kampen, som skedde inför folket och ofta leddes av valda kampdomare. Vapnen utgjordes i regel av sköld och svärd, hos angelsaxarna och salierna kämpade man dock med störar. Före striden skulle vapnen utlämnas att välsignas av prästen. Kampen fortsatte, tills endera parten föll eller erkände sig besegrad eller kampdomaren fann, att segern avgjort lutade åt ena partens sida, då han kunde påbjuda stridens upphörande. En kvinna ägde också rätt att kämpa med en man. Denne stod då i en grop och försökte dra ned kvinnan i gropen. Hon å sin sida försökte rycka upp honom ur gropen. Den som lyckades, ansågs ha segrat. Stundom var mannen väpnad med en klubba och kvinnan med en stenförsedd slunga. Lejda ställföreträdare, så kallade championer, var tillåtna, och vissa lagar föreskrev uttryckligen, att kvinnor, lama och gubbar skulle utföra kampen genom sådana. Envigen anlitades ibland för att angripa en avlagd rättslig ed samt för att fastställa en rättsgrundsats.
Det fanns även rättsliga prövningar i tvister mellan två parter som inte innefattade vapen. Exempel på detta är det så kallade korsprovet vilket utfördes antingen så, att båda parterna sträckte ut armarna, så att kroppen bildade ett kors, eller också så, att vardera parten, med armarna uppsträckta över huvudet, ställde sig på ett träkors och förblev i någon av de intagna ställningarna, under det att ett bestämt antal mässor lästes. Den part som först lät armarna falla hade förlorat.